# Anthony Smith (football américain, 1983)
Pour les articles homonymes, voir Anthony Smith et Smith.
(en) Statistiques sur pro-football-reference
Anthony B. Smith (né le 20 septembre 1983 à Hubbard) est un sportif professionnel américain de football américain ayant joué principalement au poste de defensive back dans la National Football League (NFL) pendant six saisons (2006-2011).
Après avoir joué au niveau universitaire pour les Orange de l'université de Syracuse dans la NCAA Division I FBS, il est sélectionné par la franchise des Steelers de Pittsburgh lors du troisième tour de la draft 2006 de la NFL. Il joue ensuite pour les Packers de Green Bay, les Rams de Saint-Louis, les Jaguars de Jacksonville et les Titans du Tennessee.
Avec les Steelers, il remporte deux Super Bowls soit au terme des saisons 2008 et 2010. Smith a pris sa retraite du football américain en 2012.

## Enfance
Au lycée, Smith joue au football américain aux postes de safety et running back pour l'équipe de la Hubbard High School (en). Il y effectue six interceptions lors de sa deuxième saison et inscrit vingt-neuf touchdowns. Il s'illustre aussi en basket-ball, en baseball, et participe à des courses d'athlétisme sur piste, à des épreuves de haies et de relais ainsi qu'aux sauts en hauteur et en longueur.

## Carrière

### Universitaire
Lors de son passage à l'université de Syracuse, il s'y classe troisième au niveau des interceptions en carrière (quatorze). Il établit également un record de son université en bloquant six coups de pied dont deux retournés en touchdowns. En quarante-six matchs (dont trente-cinq en tant que titulaire), il totalise 293 plaquages, dévie dix-sept passes, réussit trois sacks, provoque quatre fumbles et retourne une interception en touchdown.

## Professionnelle
Anthony Smith est sélectionné en 83e choix global lors du troisième tour du draft 2006 de la NFL par la franchise des Steelers de Pittsburgh. Durant sa saison rookie, désigné remplaçant de Ryan Clark, il participe à seize match dont les quatre derniers de la saison en tant que titulaire. Il totalise quinze plaquages, intercepte deux passes et dévie trois passes adverses. Durant sa seconde saison, il entre en compétition avec Clark pour le poste de titulaire mais Clark lui est préféré. En 2007, il joue les seize matchs dont dix en tant que titulaire à la suite de la blessure de Clark. Il joue un match de série éliminatoire, terminant classé sixième au niveau des plaquages de son équipe (74 plaquages). En 2008, il joue quatorze matchs au poste de safety et en équipes spéciales.
Les Steelers et Smith n'ayant pu trouver d'accord pour un prolongement de contrat, Smith signe en tant qu'agent libre avec les Packers de Green Bay le 9 mars 2009. Il n'est cependant pas conservé dans l'effectif final pour la saison 2009 et est libéré le 5 septembre 2009.
Le lendemain, il signe avec les Rams de Saint-Louis où il joue deux matchs totalisant quatre passes adverses déviées et vingt-quatre plaquages. Il est libéré par les Rams le 5 novembre. Il signe le 6 novembre avec les Jaguars de Jacksonville où il dispute huit matchs (dont deux en tant que titulaire), totalisant deux interceptions, quatre passes déviées et vingt-quatre plaquages. Il commence la saison 2010 avec les Jaguars étant titularisé lors des trois premiers matchs de la saison mais est échangé aux Packers de Green Bay le 17 octobre 2010. Le 18 décembre 2010, il est placé sur la liste des blessés.
Le 9 août 2011, Smith est recruté par les Titans du Tennessee.
Après avoir joué treize matchs pour  les Titans, il met un terme à sa carrière de footballeur professionnel à l'âge de 28 ans.